# 八幡町 (千葉県東葛飾郡)
八幡町（やわたまち）は、かつて千葉県に存在した東葛飾郡の町。
おおむね現在の市川市菅野、東菅野、南八幡、宮久保、八幡に相当する。また、市川町の町域内（現在の新田、平田の一部）に飛び地があった。

## 歴史
- 1889年（明治22年）4月1日 - 町村制施行に伴い、東葛飾郡八幡町・菅野村・宮久保村の区域をもって八幡町が成立。
- 1934年（昭和9年）11月3日 - 東葛飾郡市川町・中山町・国分村と新設合併し、市川市が発足。同日八幡町廃止。

### 町名の由来
町内にある葛飾八幡宮にちなむ。

## 交通

### 鉄道
- 京成電気軌道：菅野駅 - 八幡駅 - 新八幡駅

現在は旧町域に総武本線の本八幡駅が設置されているが、当時は未開業。

## 名所・旧跡・観光スポット・祭事・催事
- 葛飾八幡宮